# Эрна, Салли
Са́лли Э́рна (англ. Sully Erna; род. 7 февраля 1968 года, Лоренс, Массачусетс, США) — вокалист и основной автор песен американской метал-группы Godsmack. Он также является ритм-гитаристом и барабанщиком, выступая в качестве таковых при записи альбомов и на концертах. Эрна занял 47-ю позицию в сотне лучших хэви-метал вокалистов, названной журналом Hit Parader в 2006 году.

## Биография

### Ранние годы
Салли Эрна родился в Лоуренсе, в семье профессионального трубача и медсестры. Двоюродный дедушка будущего музыканта был известным сицилийским композитором. Первым музыкальным инструментом Салли стала барабанная установка, за которую он сел в возрасте трёх лет. В подростковом возрасте у Салли часто возникали проблемы с законом, он неоднократно попадал под арест.

### Начало музыкальной карьеры
Начало карьеры Салли Эрны не ладилось, он выступал в разных коллективах, но музыканты не ладили, понимая, что это лишь трата времени. В 1993 году Салли Эрна примкнул к группе Strip Mind. Позднее они записали дебютный альбом, но он оказался провальным. Группа продала меньше 50 тысяч копий альбома. В 1994 году Салли Эрна ссорится с участниками группы и покидает её, а в 1995 году группа распадается.
После очередного провала, Салли Эрна решает завязать с музыкой, устраивается на работу, приобретает автомобиль и снимает квартиру, но такая скучная жизнь без драйва и музыки быстро наскучивает Салли. В 1995 году Салли Эрна всерьёз задумывается о создании собственной группы и карьере вокалиста. Салли Эрна и его старые знакомые Робби Меррилл и Джо Д’арко случайно встречают Тони Ромболу который становится гитаристом и бэк-вокалистом группы. Через несколько записей группу покидает Джо Д'арко. На его место приходит Томми Стюарт. Группе дают название The Scam, затем изменяют на более звучное Godsmack. В 2002 году Томми Стюарт покидает группу. На его место приходит талантливый барабанщик Шеннон Ларкин.
Салли Эрна со своей группой записывают композицию под названием «Keep Away», которая становится очень популярна на радио. На данный момент группа выпустила 9 альбомов, включая  Live and Inspired в 2012 году, который содержит живые выступления группы и 4 кавер-версии на песни The Beatles, Pink Floyd, Metallica, Joe Walsh.

### Сольная карьера
14 сентября 2010 года выходит первый сольный альбом Салли Эрны под названием Avalon, который оказывается вполне удачным. Альбом занимает 24 место в чарте Billboard 200. В этом альбоме Салли Эрна сменил свой стиль и перешёл на более спокойную музыку.

## Мемуары
7 февраля 2007 года Эрна  выпускает мемуары под названием Пути, которые мы выбираем на свой день рождения. В книге подробно описана его личная борьба в течение первых 30 лет своей жизни, вплоть до времён Godsmack.
«Книга в основном рассказывает о моей жизни с самого рождения и до того момента пока не появилась группа Godsmack», сказал Эрна. «Я хотел написать о моих попытках изменить свою жизнь, и, надеюсь, что это будет вдохновлять тех людей, которые, может быть, живут в гетто или пытаются пробиться в светлую жизнь из самых низов. Я о том, что никто из нас не рождался рок-звездой, что это долгий и тернистый путь. Так что я думаю, это будет интересной историей человека который пережил массу хлопот и боли. Книга для тех, у кого есть мечта».
Книга продалась в 100 000 копий за первую неделю, и на данный момент распродано более 1 000 000 экземпляров по всему миру.

## Покер
В 2006 году Салли Эрна участвовал в Мировой серии покера и стал 713-м из 8773 участников, выиграв при этом 17 730 $. В 2007 году на том же турнире он стал 273-м из 6358 участников и выиграл 45 422 $. На Bellagio 5 Diamond World Poker Classic Салли проиграл Джей Си Чану и стал вторым, получив при этом 307 325 $ как утешительный приз.

## Судебные разбирательства
11 апреля 2007 года Салли Эрна стал виновником ДТП с участием трёх автомобилей. В результате удара «Хаммера» музыканта, 25-летняя девушка Линдси Тейлор (англ. Lindsay Taylor), сидевшая на заднем пассажирском сидении «Тойоты Камри», получила серьёзные черепно-мозговые травмы и долгое время пребывала в состоянии комы. В марте 2008 года её родители подали в суд на Эрна. К началу 2009 года сумма иска достигла 3 300 000 $ (в том числе 1 800 000 $ за услуги адвокатов).

## Конфликты
9 октября 2010 года, Godsmack выступали на  Mohegan Sun Arena в Анкасвилле, штат Коннектикут, во время исполнения песни Whatever Эрна произнёс длинную обличительную речь, в которой упомянул о совместном турне вместе с группой Creed и сказал: «Вам нравятся Creed? Вам нравится Скотт Степп? Он п*дор! П*дор!» Позже, Салли Эрна в своём Твиттере публично принёс извинения группе Creed и лично Степпу. Вокалист Godsmack пояснил свои слова: «Вы много говорили, что я ненавижу Скотта, но вы не поинтересовались, почему. Во время турне к нам подошёл 12-летний мальчик, который к тому же был хромым, и попросил автограф, но Скотт просто демонстративно отвернулся и ушёл прочь прямо перед мальчиком. Но больше всего меня удивило то, что когда мы пересеклись вновь, он сказал, что это было круто, когда он отвернулся от мальчика прямо перед его мамой. Это некрасиво, не знаю в чем кроется "крутость" его поступка. Моя вина лишь в том, что я назвал его п*дором».

## Личная жизнь
Был женат на актрисе Джоанне Уортэм (в браке с 2014 г.).Сейчас встречается с Сарой Дэвис. Дочь — Скайлар Брук Эрна (англ. Skylar Brooke Erna), родилась 17 декабря 2001 года. У Салли есть сестра, Мария (англ. Maria), а также брат по имени Карло (англ. Carlo).

## Гитары
- Sully Erna Les Paul Studio (Специальное издание)
- Zemaitis Guitars
- Takamine Acoustic Guitars

## Дискография и фильмография

### Альбомы

#### Strip Mind
- 1993: What's in Your Mouth

#### Godsmack
- 1998: Godsmack
- 2000: Awake
- 2003: Faceless
- 2004: The Other Side
- 2006: IV
- 2007: Good Times, Bad Times... Ten Years of Godsmack
- 2010: The Oracle
- 2012: Live and Inspired
- 2014: 1000hp
- 2018:  When Legends Rise

#### Solo
- 2010: Avalon
- 2016: Hometown Life

### Фильмы
- Мы продали наши души за Рок-н-ролл
- Godsmack Live
- Smack This
- Поли Шор мертв
- Headbangers Ball Sully Erna Episode
- MTV Cribs
- Changes DVD
- Get Thrashed
- Good Times, Bad Times... Ten Years of Godsmack
- 2009 World Series of Poker
- Sully Erna Presents: The Journey to Avalon
- Армия Проклятых